# الخرابة (الحديدة)

تعديل مصدري - تعديل

الخرابة هي إحدى قرى مديرية الزهرة، التابعة لمحافظة الحديدة اليمنية، بلغ تعداد سكانها 1695 نسمة حسب الإحصاء الذي جرى عام 2004.